# Next Generation Ninja
|  | Denne artikel er oprettet af botten PalnaBot ud fra en ekstern database. Den kan derfor have sproglige fejl eller mangler. Denne skabelon kan fjernes efter kontrol af indholdet. |

Next Generation Ninja er en kortfilm instrueret af Dennis Bahnson efter manuskript af Dennis Bahnson, Mads Koudal.